# Club Bàsquet Argentona
El Club Bàsquet Argentona és un club de bàsquet d'Argentona, al Maresme. Inicià l'activitat esportiva l'any 1953 sota la denominació Centre Parroquial Argentona. Juga els seus partits a les instal·lacions del Pavelló Poliesportiu d'Argentona, a la zona esportiva Raül Paloma.
Tot i que des dels anys trenta hi havia precedents de la pràctica del bàsquet a Argentona, el 1953 comença a jugar partits el CP Argentona, considerat la base del futur CB Argentona. Els anys cincuanta, també el femení CIC Argentona suposà un gran impuls pel bàsquet argentoní. L'Argentona va jugar competició federada el 1961, però va desaparèixer fins que el 1967 va retornar sota la denomicació CB Sant Julià.